# UK Tour 1997/98
Die UK Tour 1997/98 war die erste Ausgabe der als „zweitklassig“ bezeichneten Tour des Profisnookers. Die vom professionellen Weltverband ausgetragene Turnierserie fand parallel zur Saison 1997/98 der Snooker Main Tour statt. Sie stand für alle interessierten Nicht-Main-Tour-Spieler und die niedriger platzierten Main-Tour-Spieler offen und umfasste fünf eigens ausgetragene Events sowie die Möglichkeit zur Teilnahme an zwei Main-Tour-Turnieren. Am Ende wurden über eine Gesamtwertung Startberechtigungen für die nächste Main Tour vergeben.

## Struktur
1991 hatte die World Professional Billiards & Snooker Association (WPBSA) als professioneller Weltverband die Profitour für alle interessierten Spieler geöffnet. Sportliche Qualifikationseschränkungen entfielen also, stattdessen mussten die Spieler nur ein gewisses Startgeld zahlen, um an den professionellen Turnieren teilnehmen zu können und sich Profispieler nennen zu dürfen. Das führte dazu, dass binnen einiger Monate Hunderte Spieler Profispieler wurden und die Profitour aus allen Nähten platzte. Für fast alle Profiturniere musste eine umfangreiche Qualifikation mit teils über zehn Runden ausgetragen werden, um das Teilnehmerfeld als Vorbereitung auf die Hauptrunde auf einige Dutzend Spieler eingrenzen zu können. Nach sechs Jahren beschloss die WPBSA, den offenen Charakter wieder einzugrenzen. Nach Ende der Saison 1996/97 wurde so die Profitour in eine „Main Tour“ und eine „zweitklassige“ Profitour aufgeteilt, die sogenannte UK Tour.
Die „Main Tour“ stand in der Tradition der eigentlichen Profiturniere und umfasste die in der Öffentlichkeit präsenten, üblichen Profiturniere und die bekannten Spieler. Allerdings war sie die exklusivere Tour, existierten doch für sie nun Qualifikationsbeschränkungen. Die Top 64 der Weltrangliste qualifizierten sich direkt für die Main Tour 1997/98, 32 weitere Main-Tour-Startberechtigungen wurden über die einmalig ausgetragene WPBSA Qualifying School verteilt. Alle anderen Spieler mussten in der Spielzeit 1997/98 mit der UK Tour vorliebnehmen oder beendeten ihre Karrieren. Die UK Tour blieb eine offene Tour ohne Qualifikationsbeschränkungen. Neben den nicht für die Main Tour 1997/98 qualifizierten Spielern der Saison 1996/97 und neuen Profispielern durften auch einige der niedriger platzierten Main-Tour-Spieler der Saison 1997/98 an der UK Tour teilnehmen, um ihren Main-Tour-Platz absichern zu können. Nur die Weltspitze des professionellen Snookers durfte nicht an den UK-Tour-Turnieren teilnehmen.
Die UK Tour bestand aus fünf eigens ausgetragenen Events, die im K.-o.-System in ausgesuchten Snookerclubs in England und Schottland stattfanden. Zudem durften alle UK-Tour-Profis an der Snookerweltmeisterschaft 1998 teilnehmen, eigentlich ein Main-Tour-Turnier, das aber das wichtigste Turnier des Profisnookers war. Hinzu kam noch die Benson and Hedges Championship 1997, das Qualifikationsturnier für das Masters 1998. Auch die Benson and Hedges Championship war ein Main-Tour-Turnier, doch einige führende Spieler der UK Tour erhielten trotzdem die Möglichkeit, um einen Platz im Masters mitzuspielen. Abgesehen von Preisgeldern erhielten alle Spieler über die fünf UK-Tour-Events und die WM-Qualifikation je nach ihrem Resultat Punkte, mit denen am Ende eine Gesamtwertung berechnet wurde. Die besten 70 Spieler erhielten einen Platz auf der Main Tour 1998/99, wobei die besten 24 in den Setzlisten der Main-Tour-Turniere 1998/99 vor den übrigen Qualifikanten bevorzugt werden sollten.
Die folgende Tabelle zeigt den Preisgeldschlüssel für die fünf UK-Tour-Events. Angaben über die Punkteverteilung für die Order of Merit sind unbekannt.
| Runde     | Sieger  | Finalist | Halbfinalist | Viertelfinalist | Letzte 16 | Letzte 32 | Letzte 64 |
| Preisgeld | 7.000 £ | 4.000 £  | 2.000 £      | 1.400 £         | 800 £     | 400 £     | 200 £     |

## Events
Die folgende Tabelle gibt einen Überblick über die vier eigenen Events der UK Tour 1997/98:
| Nr. | Datum                | Austragungsort                       | Sieger          | Ergebnis | Finalist        |
| --- | -------------------- | ------------------------------------ | --------------- | -------- | --------------- |
| 1   | 13. bis 18. Oktober  | Aldershot – Breaks Snooker Centre    | Paul McPhillips | 6:5      | Michael Holt    |
| 2   | 13. bis 18. Dezember | Stockport – Hazel Grove Snooker Club | Mark Fenton     | 6:4      | Antony Bolsover |
| 3   | 23. bis 26. Februar  | Swindon – Jesters Snooker Club       | Simon Bedford   | 6:3      | Robert Milkins  |
| 4   | 23. bis 28. März     | Stirling – Spencer’s Snooker Club    | Patrick Wallace | 6:4      | Shaun Murphy    |
| 5   | 20. bis 25. April    | Newcastle-under-Lyme – Club Snoooker | Paul Sweeny     | 6:5      | Hugh Abernethy  |

## Rangliste
Der Schotte Paul McPhillips beendete die Saison auf Platz 1 der Endwertung, gefolgt vom Waliser Mark Fenton auf Platz 2. Die weiteren Platzierungen sind nicht bekannt.